# Communication Live at Fat Tuesday’s New York, Vol. 2
Communication Live at Fat Tuesday’s New York, Vol. 2 – koncertowy album muzyczny amerykańskiego pianisty jazzowego Tommy'ego Flanagana. Nagrania zarejestrowano w nocnym klubie jazzowym "Fat Tuesday’s" w Nowym Jorku, podczas występów w dniach 14 – 17 listopada 1979. Płyta wydana została przez japońską wytwórnię Paddle Wheel (K38P 6056). Inne utwory, które również nagrano w tych dniach ukazały się na płycie Communication Live at Fat Tuesday’s New York, Vol. 1.

## Muzycy
- Jerry Dodgion – saksofon altowy, saksofon sopranowy
- Tommy Flanagan – fortepian
- Red Mitchell – kontrabas

## Lista utworów
| 1. | "Billie's Bounce" (Charlie Parker)         |  |
|    |                                            |  |
| 2. | "Waltz New"                                |  |
|    |                                            |  |
| 3. | "Lady Bird"                                |  |
|    |                                            |  |
| 4. | "These Foolish Things" (Jack Strachey)     |  |
|    |                                            |  |
| 5. | "Scrapple from the Apple" (Charlie Parker) |  |
|    |                                            |  |